# Ушо
Ушо (итал. Uscio) — коммуна в Италии, располагается в регионе Лигурия, в провинции Генуя.
Население составляет 2391 человек (2008 г.), плотность населения составляет 249 чел./км². Занимает площадь 9 км². Почтовый индекс — 16030. Телефонный код — 0185.
Покровителем коммуны почитается Пресвятая Богородица (Maria Addolorata), празднование в третье воскресение сентября, и святой Амвросий Медиоланский.

## Демография
Динамика населения:

## Администрация коммуны
- Официальный сайт: http://www.comune.uscio.ge.it/